# Beb Bakhuys
Elisa Hendrik „Beb“ Bakhuys (16. dubna 1909 – 7. července 1982) byl nizozemský fotbalista a trenér.

## Klubová kariéra
Bakhuys debutoval za HBS dne 27. září 1925 proti Haarlemu, za klub vstřelil 36 gólů ve 44 zápasech. Poté hrál za ZAC a THOR ve své rodné Nizozemské východní Indii. Poté se vrátil do ZAC a později do HBS. V roce 1937 měl být hráčem VVV-Venlo.
Stal se druhým nizozemským hráčem, který hrál mimo Nizozemsko (prvním byl brankář Gerrit Keizer, který hrál v Anglii), v roce 1937 podepsal profesionální smlouvu s francouzským FC Metz, což způsobilo konec jeho reprezentační kariéry (v reprezentaci mohli hrát pouze amatéři). Během druhé světové války byl nucen pracovat v Lipsku. Po konci války se vrátil do Metz.
Během obou svých působení v ZAC vstřelil 147 gólů v 99 zápasech.

## Reprezentační kariéra
Vstřelil 28 gólů ve svých 23 zápasech za nizozemskou reprezentaci. Byl členem týmů, který hrál na Mistrovství světa ve fotbale 1934.